# 张德仁 (1942年)
张德仁（1942年—），男，广东海口（今海南省）人，中华人民共和国政治人物，中国人民解放军少将，曾任中共湖南省委常委，中国人民解放军湖南省军区司令员。